# البطولة الوطنية المجرية 1916–17
البطولة الوطنية المجرية 1916–17 (بالمجرية: 1916–1917-es magyar labdarúgó-bajnokság)‏ هو الموسم 14 من  البطولة الوطنية المجرية. أشرف على تنظيمه اتحاد المجر لكرة القدم، وكان عدد الأندية المشاركة فيه  12، وفاز فيه نادي بودابست.